# Якоб Віделль-Зеттерстрем
Якоб Мікаель Віделль-Зеттерстрем (швед. Jacob Mikael Widell Zetterström, нар. 11 липня 1998, Стокгольм, Швеція) — шведський футболіст, воротар клубу «Юргорден» та національної збірної Швеції.

## Ігрова кар'єра

### Клубна
Якоб Зеттерстрем є вихованцем столичного футболу. У 2015 році він починав виступати за стокгольмський клуб з Четвертого дивізіону чемпіонату Швеції — ІФК «Лідінге».
Перед початком сезону 2019 року воротар перейшов до столичного клубу з Аллсвенскан — до «Юргордена». Але ще на один сезон залишився у «Лідінге» на правах оренди. Дебют Зеттерстрема у вищому дивізіоні відбувся 23 травня 2021 року у матчі проти «Гетеборга». 12 вересня 2021 року у матчі проти «Гаммарбю» Якоб Зеттерстрем зробив гольову передачу і замбійський нападник «Юргордена» Едвард Чілуф'я забив четвертий гол у ворота суперника. Також гольовою передачею воротар відмітився у грі чемпіонату країни 20 травня 2024 року у грі проти «Гальмстада».

### Збірна
12 січня 2023 року у товариському матчі проти команди Ісландії Якоб Зеттерстрем дебютував у національній збірній Швеції.

## Титули
Юргорден
 Чемпіон Швеції: 2019